# Monju Momuluh
Monju Thaddäus Momuluh (* 18. Februar 2002 in Hannover) ist ein deutscher Fußballspieler.

## Karriere
Nach seinen Anfängen in der Jugend des Polizei SV Hannover, des SC Langenhagen und des JFV Calenberger Land wechselte er im Sommer 2017 in die Jugendabteilung von Hannover 96. Für seinen Verein bestritt er 15 Spiele in der B-Junioren-Bundesliga und acht Spiele in der A-Junioren-Bundesliga, bei denen ihm insgesamt fünf Tore gelangen. Im Sommer 2021 wurde er in den Kader der zweiten Mannschaft in der Regionalliga Nord aufgenommen. Ende November 2022 unterzeichnete er bei seinem Verein seinen ersten Profivertrag und kam dort auch zu seinem ersten Einsatz im Profibereich in der 2. Bundesliga, als er am 11. Februar 2023, dem 20. Spieltag, bei der 3:4-Heimniederlage gegen den SC Paderborn 07 in der 58. Spielminute für Jannik Dehm eingewechselt wurde.
Anfang Januar 2024 wurde er für den Rest der Spielzeit an den Drittligisten Arminia Bielefeld ausgeliehen. Mit der Arminia gewann er den Westfalenpokal 2023/24 durch einen 3:1-Sieg über den SC Verl.

## Erfolge
- Westfalenpokalsieger: 2024